# Paco Aurioles
Francisco Jesús Aurioles Moreno más conocido como Paco Aurioles (Málaga, España, 1968) es un entrenador español de baloncesto. Actualmente es entrenador ayudante del equipo ACB Liga Endesa de Unicaja Baloncesto.

## Biografía
Paco Aurioles ex base de Mayoral Maristas y Caja Cantabria, entre otros equipos, llegó para entrenar al club axárquico la temporada 2002/2003 sustituyendo al cesado Ricardo Bandrés, a mediados de temporada. Tomó las riendas del banquillo para realizar un espectacular final de temporada que ilusionó a la afición. Un quíntuplo empate en la clasificación dejó como máximo perjudicado al cuadro axárquico que se vio inmerso en una de las cuatro plazas de descenso. Sólo el trabajo en los despachos de la directiva axárquica logró dejar un año más al equipo en esta difícil y competitiva categoría.
En la temporada 2005-2006 fue ayudante de Sergio Scariolo en la ACB con Unicaja Málaga. 
En el 2007, muchos fueron los contratiempos surgidos a lo largo del año. Paco Aurioles es requerido por Unicaja justo antes de iniciarse la liga. Esa temporada y media de Paco Aurioles al frente del equipo tendrá continuidad ahora, en la LEB Plata. Su ayudante fue Jesús Lázaro, ex base en su última etapa de jugador, del Clínicas Rincón, que ha recibido varias ofertas para comenzar su carrera de entrenador, pero que ha preferido seguir cerca de Unicaja.
El entrenador malagueño es el auténtico artífice de saber sacar a sus jugadores el máximo rendimiento para afrontar unos encuentros en los que siempre ha sufrido la baja de algún jugador importante por estar jugando con Unicaja Málaga.
El 17 de enero de 2011 se convierte en segundo entrenador del Unicaja Málaga, hasta final de temporada, acompañando a Chus Mateo que se convirtió en el primer entrenador del equipo malagueño, sustituyendo al cesado Aíto García Reneses en la dirección del primer equipo cajista.
El 20 de marzo de 2012 es nombrado técnico del Unicaja de Málaga en sustitución de Chus Mateo.
En 2014 se convierte en director general del CB Axarquía .

## Trayectoria como jugador
- Formado en la cantera del Mayoral Maristas.
- 1987-1988 Mayoral Maristas (Primera División)
- 1988-1989 Mayoral Maristas (ACB)
- 1989-1990 Mayoral Maristas (ACB)
- 1990-1991 CB Llíria (Primera División)
- 1991-1992 CB Llíria (ACB)
- 1992-1993 CAB Loja Granada (Primera División)
- 1993-1994 CAB Loja Granada (Primera División)
- 1994-1995 CB Granada (EBA)
- 1995-1996 Cantabria Lobos (EBA)
- 1996-1997 Cantabria Lobos (LEB)
- 1997-1998 Cantabria Lobos (ACB)
- 1998-1999 Cantabria Lobos B (EBA)[2]

## Trayectoria como entrenador
- 2002-2004  CB Axarquía
- 2005-2006  Ayudande de Sergio Scariolo en Unicaja Málaga
- 2007-2011  CB Axarquía (LEB Oro)
- 2010-2011  Ayudande de Chus Mateo en Unicaja Málaga
- 2012     Entrenador del Unicaja Málaga
- 2012-2013 Entrenador del Shanxi Zhongyu
- 2015-2016  Entrenador del CB Axarquía
- 2017- actualidad Ayudante de Ibon Navarro en Unicaja Málaga (ACB)